# Raffaele de Courten
Il conte Raffaele de Courten (Milano, 23 settembre 1888 – Frascati, 23 agosto 1978) è stato un ammiraglio e politico italiano.
Ministro della Marina, fu l'ultimo capo di stato maggiore della Regia Marina e il primo della Marina Militare.

## Biografia
Raffaele de Courten, secondogenito di Erasmo Giuseppe de Courten (1849-1913) nonché nipote dello svizzero Raphael de Courten, e fratello della francesista Clementina de Courten e dell'anglista Maria Luisa Giartosio de Courten. È stato governatore del distretto 87 del Rotary International per l'anno rotariano 1951/1952.

### Attività militare
Entrato nel 1906 nella Regia Accademia Navale di Livorno, nel 1910 venne nominato guardiamarina. Prestò servizio sulle corazzate Vittorio Emanuele e Benedetto Brin, prendendo parte alla guerra italo-turca. Prese parte alla prima guerra mondiale con il grado di tenente di vascello e destinato a bordo dei dirigibili della Regia Marina, partecipò nell'agosto 1915 a bordo dell'aeronave Città di Jesi al bombardamento della base navale austriaca di Pola finendo per essere catturato in seguito all'abbattimento del dirigibile. Nel 1917 venne rimpatriato con un contingente di infermi, e venne destinato fino al termine del conflitto alla direzione dei Servizi Aeronautici di Brindisi; terminato il conflitto venne decorato per le azioni svolte durante il periodo bellico con una medaglia di bronzo al valor militare.
Nel 1923 fu promosso capitano di corvetta. Nel periodo tra le due guerre la sua carriera si sviluppò fra comandi di sommergibili e cacciatorpediniere ed incarichi presso l'ufficio del capo di stato maggiore generale, ricoprendo, tra il 1º luglio 1933 ed il 19 febbraio 1936, da capitano di vascello (anzianità 15 settembre 1933), la carica di addetto navale nella Germania nazista. Nel 1938 fu promosso contrammiraglio e guidò il neo istituito ispettorato delle armi subacquee per tre anni.
Durante la seconda guerra mondiale fu promosso Ammiraglio di divisione l'8 novembre 1940 ed ebbe alcuni comandi operativi: fu prima comandante della VII (1º agosto 1941 - 5 marzo 1942) e poi della VIII divisione incrociatori (6 marzo 1942 - 14 marzo 1943) della I squadra partecipando a numerose missioni di guerra fra cui la prima battaglia della Sirte del dicembre 1941 e la battaglia di "Mezzo Giugno" del 1942.

### Ministro della marina
Divenne ministro della Marina il 26 luglio 1943 nel governo Badoglio, e contemporaneamente rivestì la carica di capo di stato maggiore della Marina in sostituzione dell'ammiraglio Arturo Riccardi. L'8 settembre realizzò le clausole dell'armistizio relative alla Marina, come richiesto dagli Alleati, ed il 23 settembre si incontrò a Taranto con l'ammiraglio inglese Andrew Cunningham dal quale riuscì ad ottenere che le unità della flotta italiana potessero collaborare con le forze navali alleate. Fu poi ministro della Marina anche nei governi Bonomi, nel governo Parri e nel governo De Gasperi I.
Al termine della guerra partecipò alle trattative per il trattato di pace, durante le quali sostenne l'intangibilità della flotta italiana in considerazione del suo ruolo di cobelligerante. Fu ministro fino al luglio 1946, e si dimise dall'incarico di capo di stato maggiore della marina nel dicembre 1946.
Dopo aver ricoperto alcuni incarichi pubblici come la presidenza del Lloyd Triestino dal 1952 al 1959, si ritirò a vita privata, spegnendosi a Frascati nel 1978.